# Michael Tieber
Michael „Michi“ Tieber (* 4. September 1988 in Weiz) ist ein österreichischer Fußballspieler auf der Position eines Stürmers.

## Karriere

### Karrierebeginn in Weiz und Graz
Während die erste Kampfmannschaft des SC Weiz gerade eben erst in der fünftklassigen Oberliga Nord durchstartete, begann Michi Tieber im Jahre 1994 seine aktive Karriere als Fußballspieler im Nachwuchs seines Heimatvereines. Als sich bei der Herrenmannschaft des Vereins wahre Fahrstuhljahre abzeichneten, da das Team in die steirische Landesliga aufstieg, jedoch oft kurz darauf wieder in die Fünftklassigkeit zurückfiel, durchlief Tieber bis 2004 verschiedene Jugendspielklassen. Ab 2003 wurde er zum Kooperationsverein nach Graz, dem Grazer AK, in deren Jugendabteilung abgegeben. Bei den Grazern etablierte er sich rasch und wurde ab dem Folgejahr bereits als fixer Bestandteil in den Nachwuchs des Vereins integriert.

### Zwischen Landesliga und Regionalliga
In der Spielzeit 2006/07 noch im U-19-Team mit Spielbetrieb in der von Toto gesponserten U-19-Jugendliga aktiv, folgte zur gleichen Zeit die Aufnahme in den Kader der Amateure des GAK, die ihre Spiele ebenfalls in der steirischen Landesliga austrugen. So kam er in seiner ersten Saison bei den Amateuren auf insgesamt 20 Meisterschaftseinsätze, in denen er lediglich einen Treffer erzielen konnte. Nach dem finanziellen und sportlichen Abstieg des einstigen Fußballmeisters der Saison 2003/04 und dem resultierenden Zwangsabstieg in die drittklassige Regionalliga Mitte, einer von drei parallel laufenden Staffeln, folgte Tiebers Einberufung in die erste Kampfmannschaft des GAK.
Sein Liga- und gleichzeitig Teamdebüt gab er dabei am 9. August 2007 im „kleinen Derby“ gegen die Amateure des SK Sturm Graz, das er allerdings mit seiner Mannschaft nach einem direkten Freistoßtor von Daniel Beichler mit 0:1 verlor. Im Spiel ersetzte er ab der zweiten Spielhälfte Georg Grasser. Zu seinem ersten Regionalligatreffer kam Tieber am nur kurz nach seinem 19. Geburtstag, als er beim 5:1-Auswärtserfolg über den SVG Bleiburg das Tor zum 5:1-Endstand erzielte. Im Doppelpack traf Michi Tieber erstmals am 2. November 2007 beim 3:0-Auswärtssieg über den SV Gmunden, wo er auch erstmals von Beginn an auf dem Platz stand. Eine Erfolgsserie hatte er zwischen der 21. und 26. Runde, als er in jedem sechs Spiele einen Treffer für sein Team beisteuerte. Neben den 24 Einsätzen und neun Toren in der Regionalliga Mitte, kam der junge Angriffsspieler auch zu 14 Spielen und fünf Toren für die Landesligamannschaft.
Die Saison 2008/09 gestaltete sich für den 1,75 m großen Stürmer ähnlich erfolgreich, wie die vorhergegangene Spielzeit. So kam er bei 21 Meisterschaftseinsätzen auf acht Ligatore und war zudem auch im ÖFB-Cup 2008/09 im Einsatz, wo das Team allerdings bereits in der ersten Runde gegen den SCR Altach mit 1:2 ausschied. Nebenbei kam Michi Tieber weiter in der Landesliga zum Einsatz, wenn auch nur mehr sporadisch. Insgesamt absolvierte er 2008/09 drei Landesligaspiele, in denen er zwei Mal traf. Nach einem spannenden Saisonendspurt bei dem neben dem Grazer AK auch noch der TSV Hartberg als Meister in die zweitklassige Erste Liga aufsteigen konnte, entschied die letzte Meisterschaftsrunde über den Aufstieg bzw. den Verbleib in der Regionalliga.
Nachdem der GAK auswärts den FC Blau-Weiß Linz mit 1:2 bezwang und die Tür zum Aufstieg sperrangelweit offenstand, fertigte der TSV Hartberg in einem Heimspiel den SAK Klagenfurt mit 6:0 ab und entschied so die Meisterschaft für sich. Trotz der gleichen Punkteanzahl hatten die Hartberger ein um zwei Tore besseres Torverhältnis und stiegen so in die Zweitklassigkeit auf. Nur kurz danach wurde seitens der Medien über eine möglich Spielmanipulation berichtet, wobei sogar ein Staatsanwalt eingeschaltet wurde.
Vom Verbleib in der Regionalliga erneut in finanzielle Schwierigkeiten gekommen, kommt Michi Tieber für die erste Mannschaft des GAK in der Herbstsaison 2009/10 zu 15 Ligaeinsätzen und vier Toren. Wie auch schon in den Jahren zuvor, kam Tieber auch während der Spielzeit 2009/10 im Landesligateam zum Einsatz und brachte es dort auf fünf absolvierte Ligapartien, in denen er ein Mal zum Torerfolg kam. Im November 2009 entschied sich Tieber dafür, den erneut konkursgefährdeten Grazer AK zu verlassen und wurde zur gleichen Zeit mit dem Regionalliga-Mitte-Aufsteiger TSV Hartberg in Verbindung gebracht.

### Wechsel zur Kapfenberger SV
Nachdem er sich bereits seit Mitte/Ende November 2009 in Kapfenberg aufhielt und dort mit der Profimannschaft mit Spielbetrieb in der österreichischen Bundesliga mittrainierte, unterschrieb er nach über einem Monat einen Profivertrag mit einer Laufzeit von eineinhalb Jahren, wobei Tieber eine Option auf zwei weitere Jahre hat. Bei der Kapfenberger SV gab er schließlich am 19. März 2010 sein Profidebüt, als er bei der 2:3-Heimniederlage gegen den Aufsteiger aus der zweithöchsten österreichischen Fußballliga, dem SC Magna Wiener Neustadt, ab der zweiten Halbzeit für Thomas Schönberger ins Spiel kam, in der 64. Spielminute mit der gelben Karte verwarnt wurde und in Minute 68 quasi die Vorarbeit für Patrik Siegls Treffer zum 2:2 vorbereitete, indem er im Strafraum gefoult wurde und Siegl den Elfer verwandelte.
In einem Interview Anfang Jänner 2010 sprach Michi Tieber darüber, dass er zuerst weiter an Erfahrung im Landesligateam der Kapfenberger SV sammeln möchte und dass er dennoch darauf fixiert sei, so viele Bundesligaminuten wie möglich zu sammeln.

### Wechsel zur SC Wiener Neustadt
Nach der erfolgreichen Saison in Kalsdorf wechselte Michael Tieber im Juni 2014 in die Bundesliga zum SC Wiener Neustadt. Unter Trainer Heimo Pfeifenberger kam er bereits am ersten Spieltag zu seinem ersten Einsatz. Gegen die SV Ried wurde er in der Schlussphase eingewechselt. Zum Startelfdebüt kam es dann in der folgenden Runde gegen den RB Salzburg, wo er 90 Minuten im Einsatz war. Sein erster Pflichtspieltreffer gelang dem Oststeirer im Achtelfinale des ÖFB Cups am 28. Oktober 2014 in Wolfsberg gegen den WAC. Eine Kopfballvorlage von Dennis Mimm nutzte der Stürmer zum zwischenzeitlichen 2:2. Eine Woche später folgte dann auch sein erster Bundesligatreffer für den SC Wiener Neustadt. Im Spiel gegen den SV Grödig verwandelte er einen Abstauber zum 2:4-Endstand. Mit den Niederösterreichern musste er zu Saisonende aus der Bundesliga absteigen.

### Rückkehr in die Steiermark
Nach dem Abstieg seines Vereins wechselte Tieber zur Saison 2015/16 zum Regionalligisten SV Lafnitz. In der Saison 2017/18 konnte er mit Lafnitz Meister der Regionalliga Mitte werden und in die 2. Liga aufsteigen. Zur Saison 2020/21 wechselte er zum Regionalligisten USV St. Anna. Nach drei Jahren wechselte er in die fünftklassige Oberliga Süd-Ost zum DUSV Loipersdorf, bei dem er aktuell (Stand: Juni 2025) noch immer unter Vertrag steht.
Tieber, der bei den Loipersdorfern seit Sommer 2024 auch als Spielervertreter in Erscheinung tritt, ist seit seinem Wechsel auch als Jugendtrainer im Verein tätig. Daneben tritt er seit dem Frühjahr 2025 auch als Co-Trainer der Kampfmannschaft in Erscheinung.

## Erfolge
- Meister der Regionalliga Mitte: 2017/18
- Vizemeister der Regionalliga Mitte: 2008/09
- Torschützenkönig Regionalliga Mitte: 2013/14 mit 25 Ligatoren